# Wtórnodruk
Wtórnodruk – powtórzone wydanie znaczków lub całostek w celach jedynie kolekcjonerskich. Wtórnodruki nie są używane w obiegu pocztowym.
W odróżnieniu od nowodruku do wykonania wtórnodruku nie używa się oryginalnych form drukowych – wykorzystuje się formy będące odtworzeniem oryginalnych lub nie zastosowane wcześniej. Do sporządzenia nowej formy można użyć pewnych oryginalnych elementów (np. ramki).